# Хильтеншпергер, Иоганн Георг
Иоганн Георг Хильтеншпергер (нем. Johann Georg Hiltensperger; 21 февраля 1806, Хальденванг (Альгой) — 18 июня 1890, Мюнхен) — немецкий художник.

## Биография
И. Г. Хильтеншпергер вначале учился рисованию у преподавателя черчения вКемптене Л.Вайсса, затем — в мюнхенской Академии изящных искусств у Иоганна Петера фон Ланге, позднее — в Академии искусств в Дюссельдорфе, у Петера Йозефа фон Корнелиуса.
В 1825 году художник возвращается в Мюнхен, где выполняет заказы баварских королей Людвига I и Максимилиана II Йозефа, украшает своими полотнами и фресками королевские резиденции и музеи (в том числе Старую Пинакотеку), а также церкви. Был признанным мастером исторической и религиозной живописи. Профессор мюнхенской Академии изящных искусств. В числе его учеников был Клаудиус Шраудольф.
По субподряду от немецкого архитектора Лео фон Кленце, работавшему в 1842—1851 годах над созданием Нового Эрмитажа в Санкт-Петербурге, И. Г. Хильтеншпергер создал восемьдесят шесть эскизов для Галереи истории древней живописи Нового Эрмитажа. Восемьдесят картин на стенах Галереи были выполнены на медных досках собственноручно Г. Хильтеншпергером энкаустикой (восковыми красками). Также художник расписал шесть вставок из девяти в куполах Галереи.
Результатом этой работы стал уникальный в своём роде живописный ансамбль, представляющий всю историю изобразительного искусства в античном мире, от легендарного изобретения живописи Корой Сикионской, дочерью гончара Бутада, до разорения варварами Рима. 
Украшающие собой стены Галереи работы Хильтеншпергера, отличающиеся необычностью (для XIX века) и трудоёмкостью применённой техники, реализмом и сочностью линий, имеют высокую историко-художественную ценность и представляют большой самостоятельный интерес.

## Галерея
В нижеприведённой галерее в основном представлены росписи Хильтеншпергера на античные темы, многие из которых посвящены сюжетам, связанным с древней историей живописи, и украшают собой Галерею истории древней живописи (зал № 241, где сегодня экспонируются скульптуры Антонио Кановы и его современников) Государственного Эрмитажа, Санкт-Петербург.
- Одиссей в Подземном царстве.
- Медея
- Кора Сикионская, дочь Бутада («Изобретение живописи»).